# Jacques Belhomme
Pour les articles homonymes, voir Belhomme.
Jacques Belhomme est une personnalité de la période révolutionnaire, né au Mesnil Conteville le 17 juin 1737 et mort à Paris (8e arrondissement ancien) le 18 septembre 1824, propriétaire de la pension Belhomme.

## Biographie
La personnalité de Jacques Belhomme tient de la légende tant les versions des historiens varient, qui en font soit un authentique médecin, soit un aventurier. Menuisier du village de Charonne, il devient tenancier de « pension bourgeoise » — précurseur des cliniques et maisons de repos actuelles — puis geôlier, lorsque les Jacobins lui envoient des détenus à partir de la fin 1793.
Il doit sa célébrité à un scandale qui éclate bien après sa mort, lorsque le comte de Sainte-Aulaire publie un article accusant Belhomme d'avoir profité de la Terreur pour rançonner de riches suspects. La réalité s'avère plus complexe.
Il est inhumé au cimetière du Père-Lachaise (21e division).

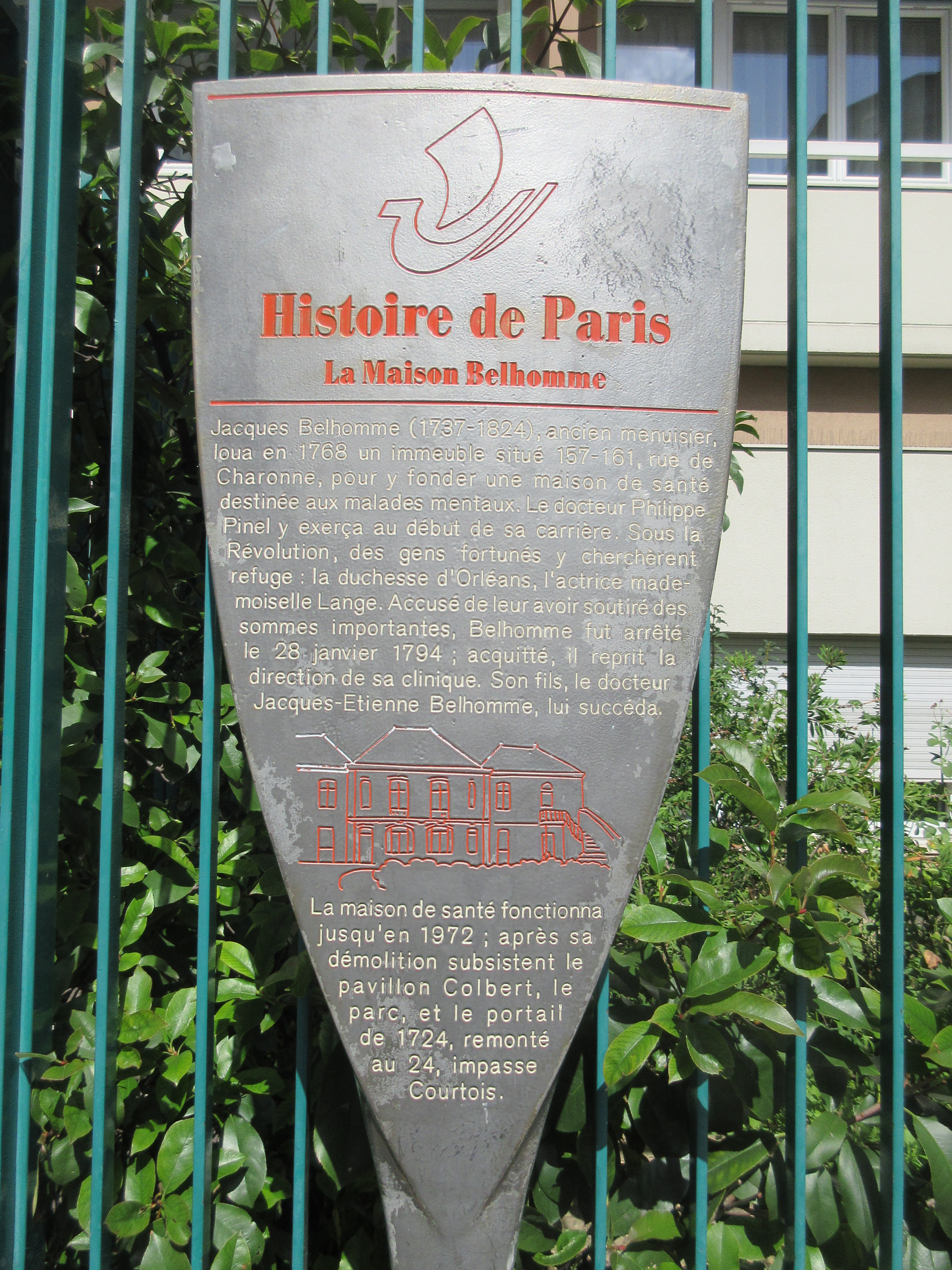
Panneau Histoire de Paris